# Округлица (Сврљиг)
Округлица је насеље у Србији у општини Сврљиг у Нишавском округу. Према попису из 2022. било је 90 становника (према попису из 2002. било је 226 становника).

## Демографија
У насељу Округлица живи 88 пунолетних становника, а просечна старост становништва износи 63,7 година (61,3 код мушкараца и 66,0 код жена). У насељу има 48 домаћинства, а просечан број чланова по домаћинству је 1,88.
Ово насеље је великим делом насељено Србима (према попису из 2002. године), а у последња три пописа, примећен је пад у броју становника.
|  |

| Демографија | Демографија | Демографија |
| Година      | Становника  | Становника  |
| ----------- | ----------- | ----------- |
| 1948.       | 772         |             |
| 1953.       | 743         |             |
| 1961.       | 660         |             |
| 1971.       | 540         |             |
| 1981.       | 445         |             |
| 1991.       | 301         | 299         |
| 2002.       | 226         | 225         |
| 2011.       | 164         |             |
| 2022.       | 90          |             |

| Етнички састав према попису из 2002.‍ | Етнички састав према попису из 2002.‍ | Етнички састав према попису из 2002.‍ | Етнички састав према попису из 2002.‍ | Етнички састав према попису из 2002.‍ |
| ------------------------------------ | ------------------------------------ | ------------------------------------ | ------------------------------------ | ------------------------------------ |
|                                      |                                      |                                      |                                      |                                      |
| Срби                                 | Срби                                 |                                      | 218                                  | 96,46%                               |
| Роми                                 | Роми                                 |                                      | 1                                    | 0,44%                                |
| Немци                                | Немци                                |                                      | 1                                    | 0,44%                                |
| непознато                            | непознато                            |                                      | 5                                    | 2,21%                                |

| Година пописа     | 1948. | 1953. | 1961. | 1971. | 1981. | 1991. | 2002. |
| ----------------- | ----- | ----- | ----- | ----- | ----- | ----- | ----- |
| Број домаћинстава | 133   | 139   | 140   | 134   | 134   | 112   | 121   |

| Број чланова      | 1  | 2  | 3  | 4 | 5 | 6 | 7 | 8 | 9 | 10 и више | Просек |
| ----------------- | -- | -- | -- | - | - | - | - | - | - | --------- | ------ |
| Број домаћинстава | 48 | 52 | 12 | 8 | 1 | 0 | 0 | 0 | 0 | 0         | 1,86   |

| Пол    | Укупно | Неожењен/Неудата | Ожењен/Удата | Удовац/Удовица | Разведен/Разведена | Непознато |
| ------ | ------ | ---------------- | ------------ | -------------- | ------------------ | --------- |
| Мушки  | 111    | 20               | 72           | 16             | 2                  | 1         |
| Женски | 108    | 6                | 73           | 25             | 4                  | 0         |
| УКУПНО | 219    | 26               | 145          | 41             | 6                  | 1         |

| Пол    | Укупно                    | Пољопривреда, лов и шумарство | Рибарство                            | Вађење руде и камена | Прерађивачка индустрија       |
| ------ | ------------------------- | ----------------------------- | ------------------------------------ | -------------------- | ----------------------------- |
| Мушки  | 43                        | 22                            | 0                                    | 0                    | 11                            |
| Женски | 25                        | 19                            | 0                                    | 0                    | 5                             |
| УКУПНО | 68                        | 41                            | 0                                    | 0                    | 16                            |
| Пол    | Производња и снабдевање   | Грађевинарство                | Трговина                             | Хотели и ресторани   | Саобраћај, складиштење и везе |
| Мушки  | 1                         | 3                             | 2                                    | 0                    | 1                             |
| Женски | 0                         | 0                             | 1                                    | 0                    | 0                             |
| УКУПНО | 1                         | 3                             | 3                                    | 0                    | 1                             |
| Пол    | Финансијско посредовање   | Некретнине                    | Државна управа и одбрана             | Образовање           | Здравствени и социјални рад   |
| Мушки  | 0                         | 0                             | 0                                    | 2                    | 0                             |
| Женски | 0                         | 0                             | 0                                    | 0                    | 0                             |
| УКУПНО | 0                         | 0                             | 0                                    | 2                    | 0                             |
| Пол    | Остале услужне активности | Приватна домаћинства          | Екстериторијалне организације и тела | Непознато            | Непознато                     |
| Мушки  | 0                         | 0                             | 0                                    | 1                    | 1                             |
| Женски | 0                         | 0                             | 0                                    | 0                    | 0                             |
| УКУПНО | 0                         | 0                             | 0                                    | 1                    | 1                             |